# Gerhard Tutz
Gerhard Tutz (* 19. Oktober 1950 in Kirchberg) ist ein deutscher Statistiker.

## Leben
Gerhard Tutz ist seit dem 1. April 1998 C4-Professor für angewandte Stochastik an der Ludwig-Maximilians-Universität München (LMU). Davor war Tutz als C4-Professor für Statistik und Wirtschaftsmathematik an der Technischen Universität Berlin engagiert. Vor seinem Ruf nach Berlin war er bereits für ein Jahr C3-Professor am Institut für Statistik der LMU. Er promovierte 1983 bei Ludwig Fahrmeir.

## Wirken
Gerhard Tutz arbeitet auf dem Gebiet der multivariaten und kategorialen Statistik, und forscht
über Modellwahl und Glättungsverfahren. Sein bekanntester Schüler ist Göran Kauermann.

## Schriften (Auswahl)

### Als Autor
- Modelle für kategoriale Daten mit ordinalem Skalenniveau – Parametrische und nonparametrische Ansätze. Vandenhoeck & Ruprecht, Göttingen 1990, ISBN 3-525-11268-8.
- Die Analyse kategorialer Daten – Anwendungsorientierte Einführung in Logit-Modellierung und kategoriale Regression. Oldenbourg, München / Wien 2000, ISBN 3-486-25405-7.
- Mit Ludwig Fahrmeir: Multivariate Statistical Modelling Based on Generalized Linear Models, Heidelberg: Springer 2001, ISBN 0-387-95187-3
- Regression for Categorical Data. Cambridge University Press, Cambridge 2012, ISBN 978-1-107-00965-3.
- Mit Matthias Schmid: Modelling Discrete Time-to-Event Data (= Springer Series in Statistics). Springer, Cham 2016, ISBN 978-3-319-28156-8, doi:10.1007/978-3-319-28158-2.
- Mit Ludwig Fahrmeir, Christian Heumann, Rita Künstler, Iris Pigeot: Statistik – Der Weg zur Datenanalyse. 9., überarbeitete und ergänzte  Auflage. Springer Spektrum, Berlin / Heidelberg 2023, ISBN 978-3-662-67525-0, doi:10.1007/978-3-662-67526-7.

### Als Herausgeber
- Mit Ludwig Fahrmeir, Alfred Hamerle (Hrsg.): Multivariate Statistische Verfahren. 2. Auflage. Walter de Gruyter, Berlin 1996, ISBN 978-3-11-013806-1, doi:10.1515/9783110816020.